# Mathias Morhardt
Mathias Morhardt, né le 15 mai 1863 à Plainpalais (aujourd'hui quartier de Genève) et mort le 9 avril 1939 à Capbreton (Landes), est un homme de lettres franco-suisse.

## Biographie
Mathias est le fils de Kitty Döhner et de Jean-François-Émile Morhardt, horloger. Il est le frère du docteur Paul-Émile Morhardt.
Après des études au collège Calvin, il entre vers 1881 dans le journalisme en collaborant à la Tribune de Genève et en devenant le rédacteur en chef d'un journal satirique genevois, Le Carillon de Saint-Gervais.
Installé à Paris en 1883, il donne des poèmes à plusieurs publications telles que la Revue contemporaine. En 1888, son ami Émile Hennequin le fait entrer au Temps. La même année, il est naturalisé français en tant que descendant de huguenot français exilé à Genève et en vertu de la loi du 15 décembre 1790 stipulant que « toutes personnes qui, nées en pays étranger, descendent, en quelque degré que ce soit, d’un Français ou d’une Française expatriés pour cause de religion, sont déclarés naturels français et jouiront des droits attachés à cette qualité s’ils reviennent en France, y fixent leur domicile, et prêtent le serment civique ».
Poète, auteur dramatique et critique d'art, il est également connu en tant qu'écrivain engagé : dreyfusard, il adhère en 1898 à la Ligue des droits de l'homme, dont il est le secrétaire général jusqu'en 1911.
Auteur d'un ouvrage sur Shakespeare préfacé par Abel Lefranc, Morhardt suivait les théories de ce dernier consistant à attribuer au comte de Derby les œuvres du célèbre dramaturge anglais.

### Retraite dans les Landes
Retiré à Capbreton (Landes), il lance à l'automne 1929 un journal local dénommé Capbreton-Hossegor auquel vont collaborer, entre autres,  J.-H. Rosny jeune, alors membre de l'Académie Goncourt, Georges Collet du Petit Parisien, Étienne Valdeyron, créateur de la bibliothèque de Capbreton. Tout en gardant son rédacteur en chef, la publication devient Gazette de Dax, puis Les Landes hebdomadaire illustré, et enfin Les Landes hebdomadaire régional en 1932. La publication est alors administrée par Pierre E. Lamaison, éditeur, illustrateur et imprimeur à Bayonne jusqu'à la cessation des parutions en 1934.
Participant activement à la vie culturelle régionale, Mathias Morhardt est ainsi vice-président de la Société des artistes landais, dont la présidente est Suzanne Labatut.
Il est inhumé au cimetière de Capbreton.